# Nelson Wilmarth Aldrich

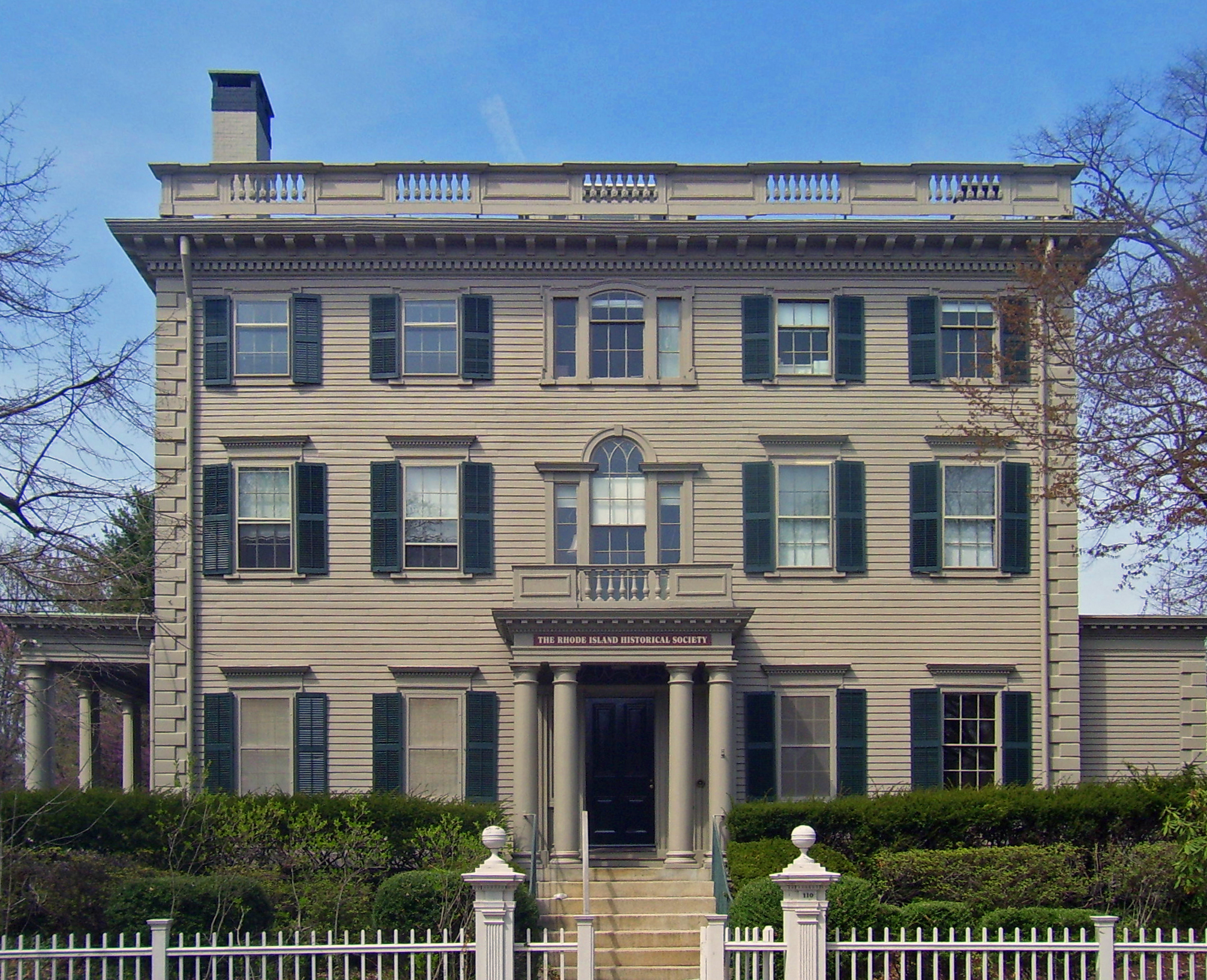
Casa natal de Nelson Aldrich.

Nelson Wilmarth Aldrich (6 de novembre, 1841, Foster, Rhode Island - 16 d'abril, 1915, Nova York) va ser un banquer i senador dels Estats Units.
Va prestar servei en la Cambra de Representants dels Estats Units des de 1879 fins a 1881 i en el Senat a partir de 1881 fins a 1911. El seu treball com a president de la Comissió Monetària Nacional (1908-1912), el va impulsar a ocupar un lloc en el Sistema de Reserva Federal el 1913. Va fer rendibles inversions en la banca, i també en la producció d'electricitat, gasolina, cautxú i sucre.